# Monoedus guttatus
Monoedus guttatus är en skalbaggsart som beskrevs av Leconte 1882. Monoedus guttatus ingår i släktet Monoedus och familjen barkbaggar. Inga underarter finns listade i Catalogue of Life.